# Ajala Gordonová
Ajala Gordonová (Goiteinová, hebrejsky אילה גורדון‎, v anglickém přepise Ayala Gordon,* 1930, Jeruzalém) je izraelská kurátorka a umělkyně, jedna ze zakladatelek oboru uměleckého vzdělávání v Izraeli.

## Život

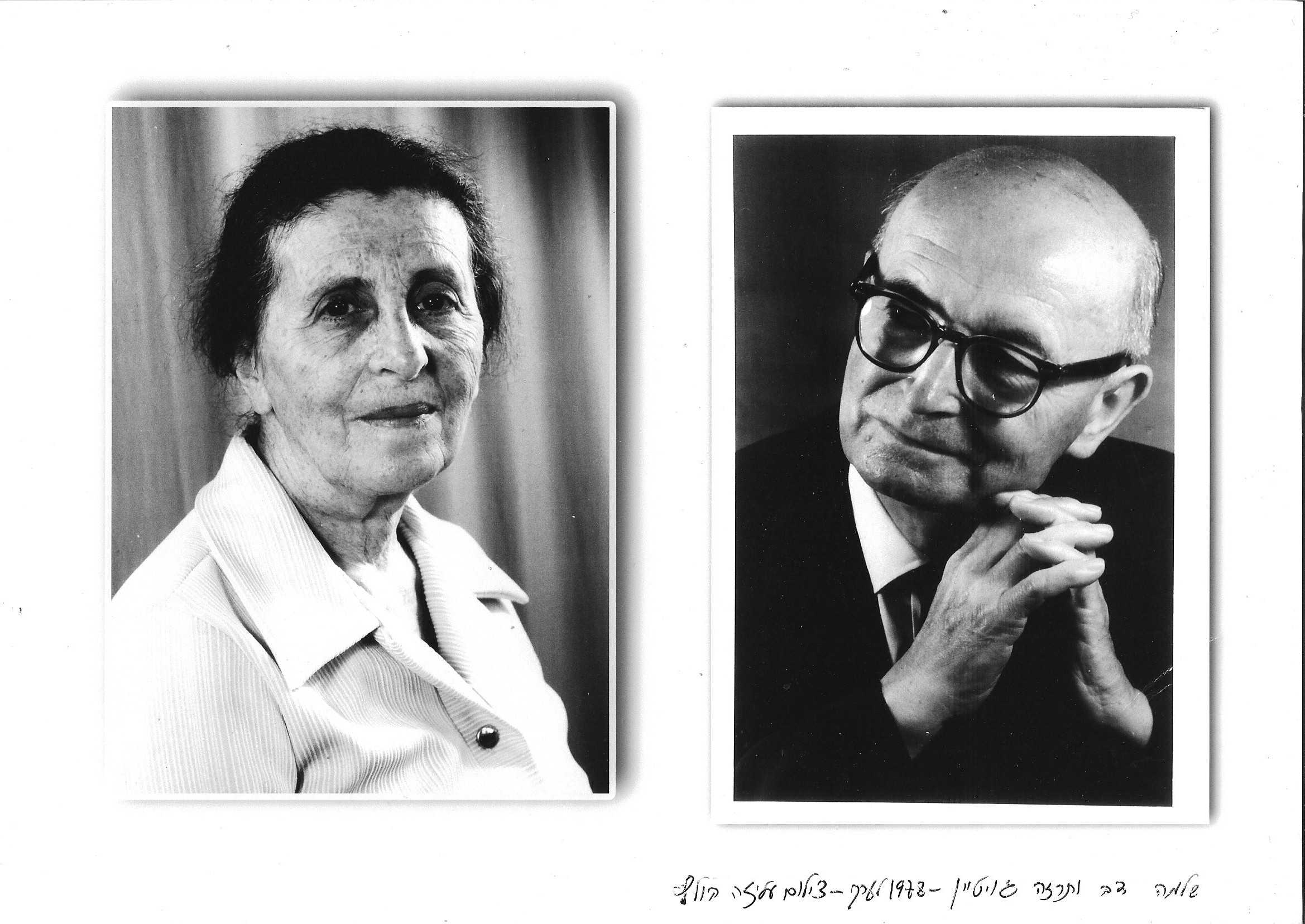
Rodiče Ajaly, orientalista Šlomo Dov Goitein a Theresa rozená Gottliebová, kolem roku 1978

Ajala Gordonová (Goiteinová) se narodila v Jeruzalémě v tehdejší Palestině jako dcera historika Šlomo Dov Goiteina, potomka moravského rabínského rodu Goiteinů (1900–1985), a jeho manželky, učitelky eurytmie, Theresy rozené Gottliebové.
V roce 1938 se rodina přestěhovala do jeruzalémské čtvrti Rechavja.
Na počátku 50. let studovala umění a tisk na „Nové Becalelově škole“ u Ja'akova Steinhardta.
V roce 1961 se vrátila ze Spojených států, kde na Kolumbijské univerzitě v New Yorku studovala pedagogiku a dějiny umění a nastoupila jako instruktorka kurzu umění pro mládež v Becalelově muzeu.
V roce 1966 založila v Izraelském muzeu v Jeruzalémě oddělení mládeže Rút, které až do roku 1991 řídila a byla kurátorkou většiny jeho výstav.

## Studium
- Nová Becalelova škola umění a řemesel, Jeruzalém, Izrael
- Magisterská práce, Kolumbijská univerzita, New York, USA